# Wolfisheim

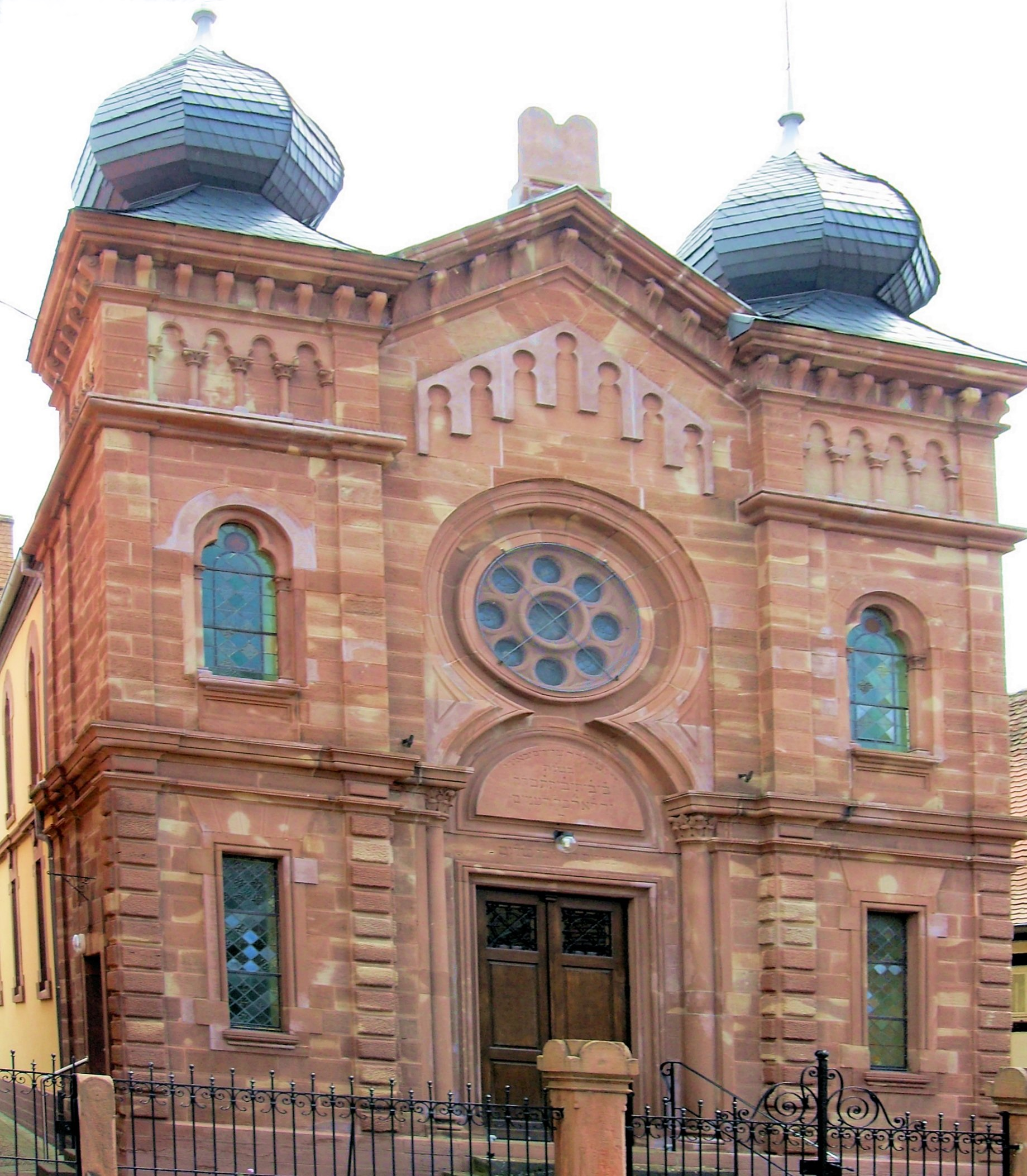
1897 errichtete Synagoge

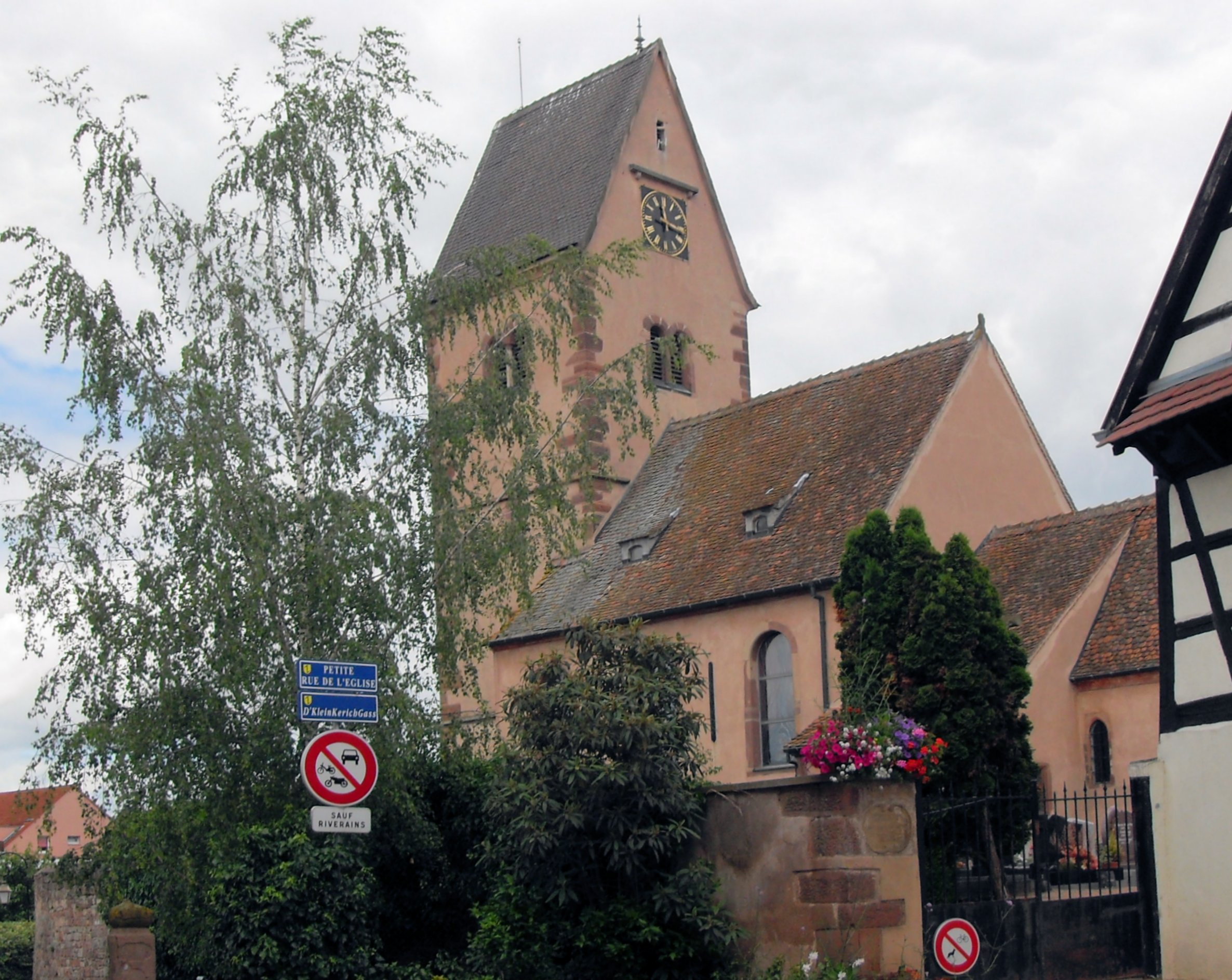
Evangelische Kirche St. Peter

Wolfisheim ist eine Gemeinde mit 4165 Einwohnern (Stand 1. Januar 2021) im Département Bas-Rhin in der Region Grand Est (bis 2015 Elsass) in Frankreich.

## Geografie
Die Gemeinde liegt am westlichen Stadtrand von Straßburg, wo sich die Departementsstraßen D 45 (West-Ost) und D 63 (Nord-Süd) schneiden. Im Westen befindet sich Oberschaeffolsheim, im Osten Eckbolsheim, im Norden Oberhausbergen und im Süden Holtzheim.

## Geschichte

### Mittelalter
In einer Güterschenkung Kaiser Ottos I. (des Großen) von 959 wird der Ort erstmals urkundlich erwähnt, abgedruckt in den Regesta Imperii (RI II, 266). Wolfisheim wurde später zu einem Lehen des Bischofs von Metz an die Herren von Lichtenberg.
Seit 1271 ist hier Lichtenberger Besitz nachgewiesen. Die letzten Fremdrechte haben die Lichtenberger 1463 aufgekauft. Um 1330 kam es zu einer ersten, 1335 zu einer zweiten Landesteilung zwischen den drei Linien des Hauses Lichtenberg. Wolfisheim fiel dabei je zur Hälfte an Johann II. von Lichtenberg, aus der älteren Linie des Hauses, und an die Nachkommen des früh verstorbenen Johann III. von Lichtenberg, die die mittlere Linie des Hauses begründeten. In der Herrschaft Lichtenberg war es dem gleichnamigen Amt Wolfisheim zugeordnet, das im 14. Jahrhundert entstanden war, und Sitz des Amtmanns. Als 1480 mit Jakob von Lichtenberg das letzte männliche Mitglied des Hauses verstarb, ging die eine Hälfte des Erbes auf seine Nichte, Anna von Lichtenberg (* 1442; † 1474) über, zu der auch das Amt Wolfisheim gehörte. Anna hatte 1458 den Grafen Philipp I. den Älteren von Hanau-Babenhausen (* 1417; † 1480) geheiratet, der eine kleine Sekundogenitur aus dem Bestand der Grafschaft Hanau erhalten hatte, um heiraten zu können. Durch die Heirat entstand die Grafschaft Hanau-Lichtenberg.

### Neuzeit
Graf Philipp IV. von Hanau-Lichtenberg (1514–1590) führte nach seinem Regierungsantritt 1538 die Reformation in seiner Grafschaft konsequent durch, die nun lutherisch wurde.
Mit der Reunionspolitik Frankreichs unter König Ludwig XIV. kam das Amt Wolfisheim und damit auch Wolfisheim unter französische Oberhoheit. Nach dem Tod des letzten Hanauer Grafen, Johann Reinhard III., fiel das Erbe – und damit auch das Amt Wolfisheim – 1736 an den Sohn seiner einzigen Tochter, Charlotte, den Erbprinzen und späteren Landgrafen Ludwig (IX.) von Hessen-Darmstadt. Mit dem durch die Französische Revolution begonnenen Umbruch wurde das Amt Wolfisheim Bestandteil Frankreichs und in den folgenden Verwaltungsreformen aufgelöst.
Während der deutschen Besatzung im Zweiten Weltkrieg wurde die Synagoge von Wolfisheim geplündert und teilweise zerstört. Die im Ort verbliebenen jüdischen Einwohner wurden 1940 nach Südfrankreich deportiert. Von ihnen sollen siebenundzwanzig später gewaltsam ums Leben gekommen sein.

### Bevölkerungsentwicklung
| Jahr      | 1798 | 1962 | 1968 | 1975 | 1982 | 1990 | 1999 | 2006 | 2018 |
| Einwohner | 554  | 1679 | 1780 | 2014 | 2135 | 2674 | 3832 | 3930 | 4174 |

## Wirtschaft und Infrastruktur
Im Norden wird die Gemeinde sowohl von der Route nationale 4 (auch Route de Wasselonne genannt) wie auch von der Autoroute A 351 tangiert. Sie liegt auch auf der Strecke des grenzüberschreitenden Fahrradrundwegs Piste des Forts.

## Musikszene
Seit 2011 findet jedes Jahr das von lokalen Musikern gegründete und durchgeführte Wolfi Jazz Festival auf der Parkanlage des 1875 erbauten Fort Kleber statt. Finanziell unterstützt von der Region und lokalen Unternehmen biete das Festival jeweils im Juni eine knappe Woche täglich Konzerte international bekannter Jazz-Solisten und -Gruppen sowie kostenfreie Freiluftkonzerte.

## Persönlichkeiten
- Georg Friedrich Strass (1701–1773), Goldschmied und Juwelier Ludwigs XV.
- Charles Adolphe Wurtz (1817–1884), Chemiker
- Frédéric Albert Constantin Weber (1830–1903), Arzt und Botaniker
- Maxime Alexandre (1899–1976), surrealistischer Dichter